# クララ・モローニ
クララ・モローニ（Clara Moroni (Clara Elena Moroni) 、1964年11月3日 - ）は、イタリアのミラノで生まれたヴォーカリスト・作曲家である。主にヨーロッパと日本の両方を中心に、アーティストとしての活動を行っている。

## プロフィール
イタリアで生まれた彼女は、当初セックス・ピストルズに関心を持ち、そこから音楽活動へ興味を持ち始める。その後、イタリア人オペラ歌手のFloriana Cavalli（フロリアーナ・カヴァッリ）に7年間師事。そして、ミラノのレコーディングスタジオでバッキング・ヴォーカルとして働くなど、音楽活動を本格化させ、そこからアーティストとしてのキャリアをスタートさせることとなる。
日本において知られている彼女の活動としては、主に「HELP ME / MELA」などのユーロビートにおいて、メインヴォーカルを担当した事が挙げられる。このころは、日本において「クララ・モローニ」という名義で表舞台に出てくることはなかったが、その後、契約したTIMEレーベルで、ユーロビート（主に、楽曲はコンピレーションアルバム『SUPER EUROBEAT』に収録された）の様々な楽曲のヴォーカルを担当した。
そして、1995年、長らく活動を共にし、同時期にTIMEを離脱したローラン・ジェルメッティ、A-BEAT Cを脱退したブラット・シンクレアと合流し、DELTAレーベル（現・DELTA MUSIC INDUSTRY）を設立した。DELTAレーベルへ移籍後も、『SUPER EUROBEAT』において彼女の歌う楽曲は多数収録され、中でも自身の「CHERRY」名義による楽曲として「ROUND AND ROUND / CHERRY」、「YESTERDAY / CHERRY」等をリリースした。また、これらの楽曲の一部は、日本人アーティストによってもカバーされている。
その後、従来から継続して行われてきた海外での活動と並行して、日本においては主にDELTAレーベルからの楽曲のリリースという形で活動していた彼女であったが、共同設立者のジェルメッティが2005年末より自身のレーベル・「AKYR MUSIC」との掛け持ちでの活動を経て2010年より引退状態となり、同じく共同設立者であったシンクレアが2006年にDELTAを脱退。これ以降は、DELTAレーベルは基本的にモロー二を中心とした体制に移行する。
その後、ジェルメッティの一時引退前後に、レーベル名を「DELTA MUSIC INDUSTRY」に変更し、残留したソングライターや外部のコンポーザー・プロデューサーと共にユーロビートの製作を続ける傍ら、ユーロビート以外での音楽活動も引き続き行っている。

## 代表曲（ユーロビート）
ここでは、彼女がヴォーカリストとして関わっていることが確実なもののみ取り挙げる。
ASIA RECORDSレーベル
- HELP ME / MELA

DELTA (DELTA MUSIC INDUSTRY) レーベル
- ROUND AND ROUND / CHERRY（1997年に「SHAPE UP LOVE」として「D&D」がカバーした）。
- TOO COOL TO FALL IN LOVE / CHERRY
- STOP TEASING MY HEART / CHERRY
- KEEP FALL IN LOVE / CHERRY

SinclaireStyleレーベル
- YESTERDAY / CHERRY（1997年に「Remembering YESTERDAY」として、前述の「SHAPE UP LOVE」とカップリングでD&Dがカバーし、シングルが発売された）。
- WHEN I CLOSE MY EYES / CHERRY
- DJ BAAM! BAAM! PLAY THE BOOM BOOM / CHERRY
- BANG BANG / CHERRY
- ANY WAY ANY MORE / CHERRY

その他、多数。

## 代表曲（ユーロビート以外）
海外では、1990年より自身のアルバムのリリース（例：アルバム『Ten Worlds』のリリースなど、ユーロビート以外のアーティストとしての活動）が行われてきているが、日本のレコード会社からそれらの作品が日本において発売されることはなかった。
しかし、2011年、海外において2010年にCDにて先行リリースされていた彼女自身の名義「Clara Moroni（クララ・モローニ）」によるアルバム『Bambina Brava（バンビーナ・ブラーヴァ）』が、日本のamazon.co.jpにおいて、全曲MP3形式による音楽配信にてリリースされた。
このアルバムが、現状、日本において「Clara Moroni」名義でリリースされている唯一のアルバムとなっている。なお、日本においてはCDではリリースされていない。
- 2011年: Bambina Brava (著作権者：D.M.I. (Delta Music Industry) )